# Aulogymnus longicalcar
Aulogymnus longicalcar är en stekelart som beskrevs av Zhu, Lasalle och Huang 1999. Aulogymnus longicalcar ingår i släktet Aulogymnus och familjen finglanssteklar. Inga underarter finns listade.